# Stedsegrønne og delvist løvfældende skove på den Iberiske halvø
Stedsegrønne og delvist løvfældende skove på den Iberiske halvø er en økoregion i biomet mediterrane skove, skovområder og krat i på den Iberiske Halvø (Portugal og Spanien). 
Området indeholder makier, skove med eg, stepper, søer og vådområder. Store dele af området er dog kultiveret til landbrug, og dermed er visse arter af såvel dyr som planter truet af udryddelse.

## Flora
Blandt de planter, man finder i disse skove, kan nævnes:
- Sten-Eg (Quercus ilex)
- Kork-Eg (Quercus suber)
- Vild oliven (Olea europaea)
- Johannesbrød (Ceratonia siliqua)
- Pinje (Pinus pinea)

## Fauna
En række dyrearter findes specielt i denne type landskab, heriblandt flere truede dyrearter:
- Spansk los (Lynx pardinus)
- Kejserørn (Aquila heliaca)
- Stortrappe (Otis tarda)
- Ulv (Canis lupus)